# Faustino Fernández Ovies
Faustino Fernández Ovies es un ex ciclista profesional español, nacido en El Berron (Asturias), España. Empezó su andadura en el equipo ciclista vasco del Kas en 1976 coincidiendo con los ciclistas asturianos Vicente López Carril, Antonio Menéndez y José Enrique Cima. 
El 19 de noviembre de 2008 fue homenajeado entre sus paisanos junto a Fernando Escartín y Carlos Barredo.

## Palmarés
1977
- Gran Premio Nuestra Señora de Oro
- Clasificación de la Montaña del Giro de Italia

1978
- Subida a Arrate

1979
- 1 etapa en la Vuelta a Asturias
- 1 etapa en la Vuelta a los Valles Mineros

1980
- Vuelta a Aragón, más 1 etapa

## Resultados en Grandes Vueltas y Campeonatos del Mundo
Durante su carrera deportiva consiguió los siguientes puestos en las Grandes Vueltas y en los Campeonatos del Mundo en carretera:
| Carrera         | 1976 | 1977 | 1978 | 1979 | 1980 |
| --------------- | ---- | ---- | ---- | ---- | ---- |
| Giro de Italia  | -    | 31.º | -    | -    | -    |
| Tour de Francia | -    | -    | Ab.  | Ab.  | -    |
| Vuelta a España | -    | -    | -    | -    | 12º  |
| Mundial en ruta | -    | -    | -    | -    | -    |

-: No participa

Ab.: Abandono